# Abramowiczowie herbu Abdank
Abramowiczowie herbu Abdank – polska rodzina szlachecka.
Adam Boniecki wysunął hipotezę, że mogli się wywodzić od bojarów wileńskich, Zdana i Kmity Abramowiczów, którzy w 1542 sądzili się między sobą o swoje dobra rodzinne.
Adam Abramowicz miał synów Antoniego, Konstantego, Józefa i Jana, którzy odziedziczone po ojcu Siemoszkiszki w powiecie bracławskim sprzedali w 1743 albo 1758. Józef był ojcem Jerzego, żonatego z Joanną z Czachowskich. Ich synowie, Ignacy i Romuald, wylegitymowali się w 1848 w Królestwie Polskim.